# Kolarstwo na Letnich Igrzyskach Olimpijskich 1912
Wyniki wyścigów kolarskich podczas Igrzysk Olimpijskich w Sztokholmie. Były to jedyne igrzyska, podczas których zostały rozegrane wyłącznie wyścigi szosowe.

## Medaliści
| Konkurencja:                           | Złoto:                                                   | Wynik      | Srebro:                                                                       | Wynik      | Brąz:                                                                           | Wynik      |
| Jazda indywidualna na czas (szczegóły) | Rudolph Lewis                                            | 10:42:39,0 | Frederick Grubb                                                               | 10:51:24,2 | Carl Schutte                                                                    | 10:52:38,8 |
| Jazda drużynowa na czas (szczegóły)    | Szwecja Erik Friborg Ragnar Malm Axel Persson Algot Lönn | 45:35:33,6 | Wielka Brytania Frederick Grubb Leonard Meredith Charles Moss William Hammond | 44:44:39,4 | Stany Zjednoczone Carl Schutte · Alvin Loftes · Albert Kruschel · Walden Martin | 44:47:55,5 |

## Tabela medalowa
| Miejsce | Państwo           | Złoto | Srebro | Brąz | Razem |
| ------- | ----------------- | ----- | ------ | ---- | ----- |
| 1.      | Południowa Afryka | 1     | 0      | 0    | 1     |
| 1.      | Szwecja           | 1     | 0      | 0    | 1     |
| 3.      | Wielka Brytania   | 0     | 2      | 0    | 2     |
| 4.      | Stany Zjednoczone | 0     | 0      | 3    | 3     |